# کریس ویلیس
کریس ویلیس (انگلیسی: Chris Willis؛ زادهٔ ۱۹۶۹) یک موسیقی‌دان اهل ایالات متحده آمریکا است. وی از سال ۱۹۸۶ میلادی تاکنون مشغول فعالیت بوده‌است.